# Kutuplarda Gül Yeşertirim (61. Albüm)
Kutuplarda Gül Yeşertirim (61. Albüm) ist das 61. Studioalbum des türkischen Arabeske-Sängers Hakkı Bulut. Es erschien erstmals am 28. Juni 2016 über das Label Ati Müzik. Die Texte und die Musik wurden komplett von Bulut selbst geschrieben und komponiert.

## Cover
Auf dem Cover ist Bulut in lächelnder Pose und in einem schwarz-weiß-gestreiften Hemd zu sehen. Auf der linken Coverseite ist sein Name in goldenen Buchstaben abgebildet, weiter unten ist der Albumtitel zu sehen, wobei die Wörter „Kutuplarda“ und „Yeşertirim“ in weiß abgebildet sind und das Wort „Gül“ in rot abgedruckt wurde. Der Hintergrund ist überwiegend schwarz.

## Titelliste
| #  | Titel                             | Länge |
| -- | --------------------------------- | ----- |
| 1. | Seni Çok Seviyorum                | 4:45  |
| 2. | Mazimi Hatırlattın                | 5:05  |
| 3. | Kutuplarda Gül Yeşertirim         | 4:11  |
| 4. | Sen Dönmedin                      | 5:25  |
| 5. | Unutulmuyor                       | 4:19  |
| 6. | Seni Çok Seviyorum (Enstrumantal) | 4:44  |